# Вайтрайт (Техас)
Вайтрайт (англ. Whitewright) — місто (англ. city) в США, в округах Грейсон і Фаннін штату Техас. Населення — 1725 осіб (2020).

## Географія
Вайтрайт розташований за координатами 33°30′40″ пн. ш. 96°23′42″ зх. д. / 33.51111° пн. ш. 96.39500° зх. д. (33.511215, -96.394934).  За даними Бюро перепису населення США в 2010 році місто мало площу 4,80 км², з яких 4,79 км² — суходіл та 0,01 км² — водойми.

## Демографія
Згідно з переписом 2010 року, у місті мешкали 1604 особи в 639 домогосподарствах у складі 438 родин. Густота населення становила 334 особи/км².  Було 754 помешкання (157/км²).
Расовий склад населення:
| - 85,7 % — білих - 8,3 % — чорних або афроамериканців - 0,5 % — корінних американців - 0,1 % — вихідців з тихоокеанських островів - 0,1 % — азіатів - 2,6 % — осіб інших рас |

До двох чи більше рас належало 2,8 %. Частка іспаномовних становила 5,7 % від усіх жителів.
За віковим діапазоном населення розподілялося таким чином: 24,4 % — особи молодші 18 років, 58,8 % — особи у віці 18—64 років, 16,8 % — особи у віці 65 років та старші. Медіана віку мешканця становила 41,0 року. На 100 осіб жіночої статі у місті припадало 86,5 чоловіків;  на 100 жінок у віці від 18 років та старших — 84,5 чоловіків також старших 18 років.
Середній дохід на одне домашнє господарство  становив 55 016 доларів США (медіана — 35 938), а середній дохід на одну сім'ю — 54 839 доларів (медіана — 41 063). За межею бідності перебувало 18,4 % осіб, у тому числі 21,9 % дітей у віці до 18 років та 3,5 % осіб у віці 65 років та старших.
Цивільне працевлаштоване населення становило 750 осіб. Основні галузі зайнятості: освіта, охорона здоров'я та соціальна допомога — 20,7 %, роздрібна торгівля — 18,3 %, виробництво — 14,0 %.